# Caririchnium
Caririchnium je ichnorod (fosilní taxon založený na objevech fosilních stop neznámých ornitopodních dinosaurů), známý zejména z lokalit na východě Asie i jinde. Spadá do ichnočeledi Iguanodontipodidae, formálně byl tento ichnotaxon popsán v roce 1984.

## Legenda
Druh C. lotus je založen na objevu fosilií v lokalitě zvané "Lotosová pevnost" (provincie S’-čchuan), kde byly stopy ornitopodních dinosaurů známé již ve středověku (Dynastie Jižní Sung, zhruba od roku 1256) a místní obyvatelé je považovali za zkamenělé květy obřích lotosů.